# Acromion

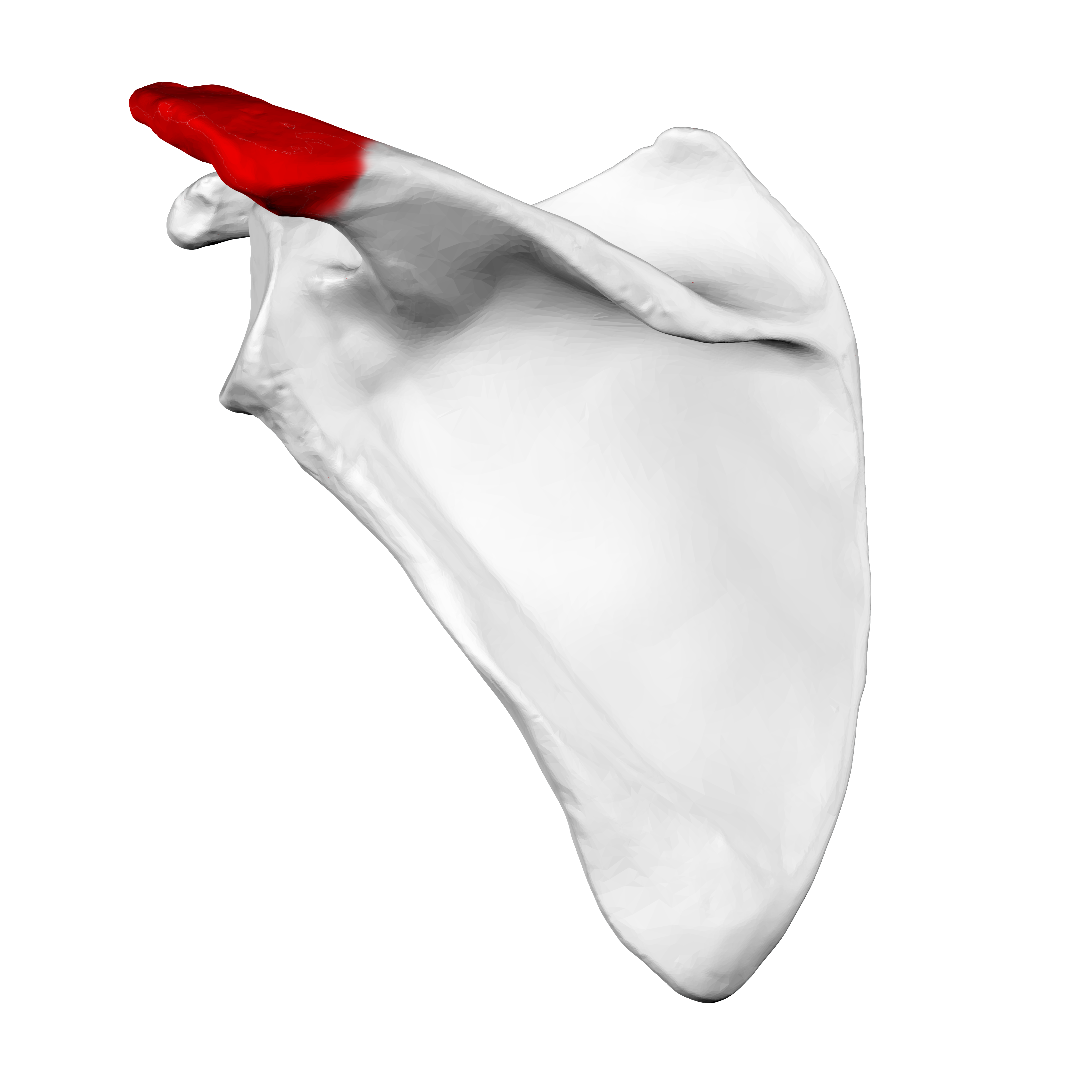
Acromion van het linkerschouderblad.

Het schouderdak of acromion is in de menselijke anatomie een benig uitsteeksel op het schouderblad (scapula). Het is de verderzetting van de spina scapulae en het articuleert met het sleutelbeen (clavicula) ter vorming van het acromioclaviculair gewricht.